# Prima Divisione 1923-24
El Campeonato Italiano de Fútbol 1923-24 fue la 24ª edición del torneo. El ganador fue el Genoa, que obtuvo su noveno scudetto.

## Liga del Norte

### Participantes
| Grupo A - Genoa - Génova - Sampierdarenese - Sampierdarena (GE) - Alessandria - Alessandria - Casale - Casale Monferrato (AL) - Juventus - Turín - Novara - Novara - Brescia - Brescia - Inter - Milán - Padova - Padua - Virtus Bologna - Bolonia - Modena - Módena - Livorno - Livorno | Grupo B - Andrea Doria - Génova - Spezia - La Spezia - Novese - Novi Ligure (AL) - Pro Vercelli - Vercelli (NO) - Torino - Turín - Cremonese - Cremona - Legnano - Legnano (MI) - Milan - Milán - Verona - Verona - Bologna - Bolonia - SPAL - Ferrara - Pisa - Pisa |

### Reprechaje/Repesca

#### Grupo A

##### Clasificación
|     | Equipo          | Pts | PJ | PG | PE | PP | GF | GC | +/- | Comentarios               |
| --- | --------------- | --- | -- | -- | -- | -- | -- | -- | --- | ------------------------- |
| 1.  | Genoa           | 33  | 22 | 14 | 5  | 3  | 50 | 13 | +37 | Clasificado               |
| 2.  | Padova          | 29  | 22 | 12 | 5  | 5  | 36 | 18 | +18 |                           |
| 3.  | Internazionale  | 27  | 22 | 11 | 5  | 6  | 31 | 25 | +6  |                           |
| 3.  | Livorno         | 27  | 22 | 12 | 3  | 7  | 33 | 30 | +3  |                           |
| 5.  | Alessandria     | 26  | 22 | 10 | 6  | 6  | 38 | 23 | +15 |                           |
| 5.  | Juventus        | 26  | 22 | 11 | 4  | 7  | 37 | 27 | +10 |                           |
| 7.  | Modena          | 23  | 22 | 8  | 7  | 7  | 35 | 30 | +5  |                           |
| 8.  | Casale          | 22  | 22 | 10 | 2  | 10 | 25 | 34 | -9  |                           |
| 9.  | Sampierdarenese | 18  | 22 | 9  | 0  | 13 | 21 | 32 | -11 |                           |
| 10. | Brescia         | 13  | 22 | 5  | 3  | 14 | 17 | 39 | -22 |                           |
| 11. | Novara          | 12  | 22 | 4  | 4  | 14 | 22 | 41 | -19 | Desempate por el descenso |
| 12. | Virtus Bologna  | 8   | 22 | 3  | 2  | 17 | 13 | 46 | -33 | Descendido                |

##### Resultados
|                | Alessandria | Brescia | Casale | Genoa | Internazionale | Juventus | Livorno | Modena | Novara | Padova | Sampierd. | Virtus BO |
| -------------- | ----------- | ------- | ------ | ----- | -------------- | -------- | ------- | ------ | ------ | ------ | --------- | --------- |
| Alessandria    |             | 4-0     | 5-1    | 1-1   | 1-1            | 3-1      | 0-1     | 5-0    | 0-0    | 2-2    | 3-0       | 4-0       |
| Brescia        | 0-0         |         | 3-0    | 0-1   | 1-1            | 0-2      | 1-0     | 1-1    | 2-1    | 0-1    | 0-2       | 0-1       |
| Casale         | 0-1         | 4-1     |        | 0-0   | 1-0            | 2-3      | 2-0     | 1-0    | 1-0    | 1-0    | 1-0       | 4-0       |
| Genoa          | 2-0         | 5-0     | 6-1    |       | 5-1            | 1-1      | 2-0     | 4-1    | 4-0    | 1-2    | 4-0       | 5-0       |
| Internazionale | 1-0         | 3-0     | 3-0    | 0-2   |                | 2-2      | 4-0     | 1-1    | 2-1    | 2-1    | 1-0       | 2-0       |
| Juventus       | 3-1         | 0-1     | 3-2    | 0-2   | 2-0            |          | 1-1     | 0-2    | 2-0    | 3-0    | 4-1       | 1-0       |
| Livorno        | 2-1         | 3-2     | 0-0    | 3-1   | 3-0            | 3-2      |         | 3-1    | 3-1    | 1-1    | 2-0       | 4-1       |
| Modena         | 5-1         | 2-0     | 2-0    | 0-0   | 1-2            | 1-1      | 3-0     |        | 7-2    | 0-0    | 2-1       | 2-1       |
| Novara         | 1-2         | 2-1     | 2-3    | 1-2   | 1-1            | 1-0      | 3-0     | 2-2    |        | 0-0    | 0-2       | 2-1       |
| Padova         | 1-1         | 4-2     | 3-0    | 0-1   | 1-2            | 2-0      | 2-0     | 3-1    | 3-1    |        | 5-0       | 3-0       |
| Sampierd.      | 1-2         | 1-0     | 2-0    | 1-0   | 2-1            | 2-3      | 0-1     | 1-0    | 1-0    | 0-1    |           | 4-0       |
| Virtus BO      | 1-2         | 1-0     | 2-0    | 1-0   | 2-1            | 2-3      | 0-1     | 1-0    | 1-0    | 0-1    | 4-0       |           |

#### Grupo B

##### Clasificación
|     | Equipo        | Pts | PJ | PG | PE | PP | GF | GC | +/- | Comentarios               |
| --- | ------------- | --- | -- | -- | -- | -- | -- | -- | --- | ------------------------- |
| 1.  | Bologna       | 31  | 22 | 13 | 5  | 4  | 41 | 18 | +23 | Clasificado               |
| 2.  | Torino        | 30  | 22 | 12 | 6  | 4  | 43 | 22 | +21 |                           |
| 3.  | Pro Vercelli  | 28  | 22 | 11 | 6  | 5  | 46 | 23 | +23 |                           |
| 4.  | Hellas Verona | 23  | 22 | 8  | 7  | 7  | 43 | 35 | +8  |                           |
| 5.  | Pisa          | 22  | 22 | 7  | 8  | 7  | 26 | 35 | -9  |                           |
| 6.  | Andrea Doria  | 21  | 22 | 7  | 7  | 8  | 28 | 26 | +2  |                           |
| 6.  | Legnano       | 21  | 22 | 8  | 5  | 9  | 27 | 26 | +1  |                           |
| 8.  | Cremonese     | 20  | 22 | 8  | 4  | 10 | 24 | 31 | -7  |                           |
| 9.  | Milan         | 19  | 22 | 7  | 5  | 10 | 38 | 44 | -6  |                           |
| 10. | S.P.A.L.      | 18  | 22 | 6  | 6  | 10 | 26 | 44 | -18 |                           |
| 11. | Spezia        | 17  | 22 | 7  | 3  | 12 | 16 | 35 | -19 | Desempate por el descenso |
| 12. | Novese        | 14  | 22 | 5  | 4  | 13 | 21 | 40 | -19 | Descendido                |

##### Resultados
|              | A. Doria | Bologna | Cremonese | Hellas VR | Legnano | Milan | Novese | Pisa | Pro Vercelli | Spal | Spezia | Torino |
| ------------ | -------- | ------- | --------- | --------- | ------- | ----- | ------ | ---- | ------------ | ---- | ------ | ------ |
| A. Doria     |          | 0-1     | 4-0       | 4-2       | 4-0     | 1-1   | 0-2    | 1-1  | 1-1          | 0-1  | 1-0    | 2-1    |
| Bologna      | 3-0      |         | 2-0       | 3-1       | 3-2     | 4-0   | 2-0    | 5-0  | 3-3          | 2-1  | 5-0    | 0-1    |
| Cremonese    | 2-0      | 0-0     |           | 1-1       | 0-1     | 4-1   | 2-1    | 2-0  | 2-1          | 1-1  | 3-1    | 0-0    |
| Hellas VR    | 2-2      | 2-2     | 2-0       |           | 3-1     | 5-1   | 5-2    | 2-1  | 1-0          | 8-1  | 2-2    | 1-2    |
| Legnano      | 0-2      | 1-1     | 1-2       | 1-0       |         | 2-2   | 1-0    | 3-0  | 1-0          | 4-0  | 2-0    | 3-1    |
| Milan        | 1-2      | 1-0     | 0-1       | 2-1       | 2-1     |       | 5-0    | 5-1  | 1-3          | 3-4  | 3-1    | 0-3    |
| Novese       | 1-0      | 0-1     | 2-0       | 3-0       | 1-1     | 1-2   |        | 2-2  | 1-1          | 2-1  | 0-1    | 1-4    |
| Pisa         | 2-2      | 2-1     | 2-1       | 1-1       | 1-1     | 2-2   | 1-0    |      | 1-0          | 2-1  | 2-0    | 1-1    |
| Pro Vercelli | 2-2      | 0-1     | 4-1       | 3-0       | 1-0     | 2-1   | 3-1    | 4-1  |              | 6-0  | 4-0    | 0-0    |
| Spal         | 1-1      | 0-1     | 2-1       | 1-1       | 1-1     | 1-1   | 2-0    | 1-0  | 4-4          |      | 0-1    | 0-2    |
| Spezia       | 1-0      | 0-0     | 1-0       | 1-2       | 1-0     | 2-1   | 1-1    | 1-4  | 0-2          | 0-1  |        | 1-0    |
| Torino       | 3-1      | 4-1     | 4-1       | 1-1       | 1-0     | 3-3   | 5-0    | 1-1  | 1-2          | 3-1  | 2-1    |        |

### Final
| Equipo local | Resultado | Equipo visitante |
| ------------ | --------- | ---------------- |
| Genoa        | 2-1       | Bologna          |
| Bologna      | 1-1       | Genoa            |

Genoa clasificado a la Final Nacional.

## Liga del Sur

### Clasificaciones

#### Las Marcas
Anconitana era el único participante.

#### Lacio

##### Clasificación
|    | Equipo         | Pts | PJ | PG | PE | PP | GF | GC | +/- | Comentarios                    |
| -- | -------------- | --- | -- | -- | -- | -- | -- | -- | --- | ------------------------------ |
| 1. | Alba Roma      | 16  | 10 | 7  | 2  | 1  | 27 | 9  | +18 | Clasificado                    |
| 2. | Lazio          | 15  | 10 | 7  | 1  | 2  | 39 | 11 | +28 | Desempate por la clasificación |
| 2. | Fortitudo Roma | 15  | 10 | 7  | 1  | 2  | 20 | 5  | +15 | Desempate por la clasificación |
| 4. | Tivoli         | 8   | 10 | 4  | 0  | 6  | 17 | 20 | -3  |                                |
| 5. | U.S. Romana    | 6   | 10 | 3  | 0  | 7  | 10 | 33 | -13 | Descendido                     |
| 6. | Juventus Audax | 0   | 10 | 0  | 0  | 10 | 4  | 39 | -35 | Descendido                     |

##### Resultados
|            | Alba | Fortitudo | Juv. Audax | Lazio | Tivoli | US Romana |
| ---------- | ---- | --------- | ---------- | ----- | ------ | --------- |
| Alba       |      | 1-1       | 2-0        | 2-2   | 4-0    | 2-0       |
| Fortitudo  | 2-0  |           | 1-0        | 0-3   | 1-0    | 4-0       |
| Juv. Audax | 2-6  | 0-5       |            | 0-6   | 0-2    | 1-4       |
| Lazio      | 2-4  | 1-0       | 8-1        |       | 4-1    | 5-0       |
| Tivoli     | 0-2  | 0-4       | 4-0        | 2-1   |        | 6-1       |
| US Romana  | 0-4  | 0-2       | 1-0        | 1-7   | 3-2    |           |

##### Desempate por la clasificación
Jugado el 4 de mayo en Roma.
| Equipo local   | Resultado | Equipo visitante |
| -------------- | --------- | ---------------- |
| Fortitudo Roma | 0-2       | SS Lazio         |

#### Campania

##### Clasificación
|    | Equipo          | Pts | PJ | PG | PE | PP | GF | GC | +/- | Comentarios  |
| -- | --------------- | --- | -- | -- | -- | -- | -- | -- | --- | ------------ |
| 1. | Savoia          | 19  | 10 | 9  | 1  | 0  | 21 | 2  | +19 | Clasificados |
| 2. | Internaples     | 12  | 10 | 5  | 2  | 3  | 19 | 9  | +10 | Clasificados |
| 3. | Cavese          | 11  | 10 | 5  | 1  | 4  | 17 | 15 | +2  |              |
| 4. | Bagnolese       | 10  | 10 | 4  | 2  | 4  | 12 | 12 | 0   |              |
| 5. | Stabia          | 6   | 10 | 2  | 2  | 6  | 7  | 17 | -10 |              |
| 6. | Salernitanaudax | 2   | 10 | 0  | 2  | 8  | 7  | 28 | -21 | Descendido   |

|             | Bagnolese | Cavese | Internaples | Salernitana | Savoia | Stabia |
| ----------- | --------- | ------ | ----------- | ----------- | ------ | ------ |
| Bagnolese   |           | 3-1    | 1-3         | 0-0         | 0-1    | 2-0    |
| Cavese      | 3-1       |        | 1-1         | 5-2         | 0-3    | 0-2    |
| Internaples | 1-1       | 0-1    |             | 5-0         | 0-1    | 2-0    |
| Salernitana | 0-2       | 0-1    | 1-5         |             | 0-1    | 1-2    |
| Savoia      | 3-0       | 2-1    | 3-0         | 5-1         |        | 2-0    |
| Stabia      | 0-2       | 1-4    | 0-2         | 2-2         | 0-0    |        |

#### Apulia

##### Clasificación
|    | Equipo             | Pts | PJ | PG | PE | PP | GF | GC | +/- | Comentarios  |
| -- | ------------------ | --- | -- | -- | -- | -- | -- | -- | --- | ------------ |
| 1. | Audace Taranto     | 16  | 10 | 7  | 2  | 1  | 16 | 4  | +12 | Clasificados |
| 2. | Ideale Bari        | 15  | 10 | 7  | 1  | 2  | 20 | 6  | +14 | Clasificados |
| 3. | Liberty Bari       | 10  | 10 | 4  | 2  | 4  | 12 | 13 | -1  |              |
| 3. | Enotria Taranto    | 10  | 10 | 4  | 2  | 4  | 10 | 11 | -1  |              |
| 5. | Pro Italia Taranto | 8   | 10 | 4  | 0  | 6  | 8  | 13 | -5  |              |
| 6. | Foggia             | 1   | 10 | 0  | 1  | 9  | 3  | 22 | -19 | Descendido   |

##### Resultados
|            | Audace TA | Enotria TA | Foggia | Ideale | Liberty | Pro Italia |
| ---------- | --------- | ---------- | ------ | ------ | ------- | ---------- |
| Audace TA  |           | 4-1        | 3-0    | 2-0    | 1-0     | 1-0        |
| Enotria TA | 2-0       |            | 1-0    | 1-0    | 1-1     | 0-1        |
| Foggia     | 0-2       | 1-1        |        | 0-2    | 1-2     | 1-2        |
| Ideale     | 1-1       | 1-0        | 5-0    |        | 3-1     | 3-0        |
| Liberty    | 0-0       | 3-1        | 2-0    | 1-3    |         | 2-0        |
| Pro Italia | 0-2       | 0-2        | 2-0    | 0-2    | 3-0     |            |

#### Sicilia

##### Clasificación
| Equipo local | Resultado | Equipo visitante |
| ------------ | --------- | ---------------- |
| Palermo      | 2-1       | Messina          |
| Messina      | 1-0       | Palermo          |
| Palermo      | 3-2       | Messina          |

Palermo clasificado a las semifinales.

### Semifinales

#### Grupo A

##### Clasificación
|    | Equipo      | Pts | PJ | PG | PE | PP | GF | GC | +/- | Comentarios |
| -- | ----------- | --- | -- | -- | -- | -- | -- | -- | --- | ----------- |
| 1. | Savoia      | 8   | 6  | 3  | 2  | 1  | 17 | 7  | +10 | Clasificado |
| 2. | Lazio       | 7   | 6  | 3  | 1  | 2  | 16 | 9  | +7  |             |
| 3. | Ideale Bari | 5   | 6  | 2  | 1  | 3  | 11 | 18 | -7  |             |
| 4. | Anconitana  | 4   | 6  | 2  | 0  | 4  | 4  | 14 | -10 |             |

##### Resultados
|            | Anconitana | Ideale | Lazio | Savoia |
| ---------- | ---------- | ------ | ----- | ------ |
| Anconitana |            | 1-0    | 1-0   | 0-1    |
| Ideale     | 5-1        |        | 3-2   | 1-1    |
| Lazio      | 3-1        | 6-1    |       | 2-2    |
| Savoia     | 5-0        | 7-1    | 1-3   |        |

#### Grupo B

##### Clasificación
|    | Equipo         | Pts | PJ | PG | PE | PP | GF | GC | +/- | Comentarios                    |
| -- | -------------- | --- | -- | -- | -- | -- | -- | -- | --- | ------------------------------ |
| 1. | Alba Roma      | 8   | 6  | 3  | 2  | 1  | 16 | 9  | +7  | Desempate por la clasificación |
| 1. | Audace Taranto | 8   | 6  | 3  | 2  | 1  | 12 | 10 | +2  | Desempate por la clasificación |
| 3. | Internaples    | 5   | 6  | 1  | 3  | 2  | 7  | 9  | -2  |                                |
| 4. | Palermo        | 3   | 6  | 0  | 3  | 3  | 9  | 16 | -7  |                                |

##### Resultados
|             | Alba | Audace TA | Internaples | Palermo |
| ----------- | ---- | --------- | ----------- | ------- |
| Alba        |      | 1-1       | 2-0         | 5-1     |
| Audace TA   | 3-2  |           | 1-0         | 2-2     |
| Internaples | 2-2  | 3-2       |             | 1-1     |
| Palermo     | 2-4  | 2-3       | 1-1         |         |

#### Desempate por la clasificación
| Equipo local | Resultado | Equipo visitante |
| ------------ | --------- | ---------------- |
| Alba Roma    | 2-0       | Audace Taranto   |

### Final
| Equipo local | Resultado | Equipo visitante |
| ------------ | --------- | ---------------- |
| Savoia       | 2-0       | Alba Roma        |
| Alba Roma    | 1-0       | Savoia           |
| Savoia       | 2-0       | Alba Roma        |

Savoia clasificado a la Final Nacional.

## Final Nacional
| Equipo local | Resultado | Equipo visitante |
| ------------ | --------- | ---------------- |
| Genoa        | 3-1       | Savoia           |
| Savoia       | 1-1       | Genoa            |

Genoa se proclama campeón con un global de 4-2.
|           |
| Campeón   |
| Genoa     |
| 9º título |

## Goleadores
- 22 goles:  Heinrich Schönfeld (Torino)
- 15 goles:  Adolfo Baloncieri (Alessandria)
- 15 goles:  Angelo Schiavio (Bologna)
- 14 goles:  Emilio Santamaria (Genoa)

Zona Sur
- 19 goles:  Fulvio Bernardini (Lazio)
- 16 goles:  Giulio Bobbio (Savoia)

## Equipo campeón
El equipo del Genoa campeón de Italia 1924:
- Giovanni De Prà
- Delfo Bellini
- Renzo De Vecchi
- Ottavio Barbieri
- Luigi Burlando
- Ettore Leale
- Ettore Neri
- Daniele Moruzzi
- Edoardo Catto
- Aristodemo Santamaria I
- Edoardo Mariani